# Radio Nacional TV (Perú)
Radio Nacional TV (anteriormente Nacional TV) es un canal de televisión abierta peruano. Es propiedad del Estado peruano y se encuentra operado por el Instituto Nacional de Radio y Televisión del Perú (IRTP). Se encuentra disponible en el subcanal virtual 7.2 de la TDT de Lima y en los subcanales virtuales x.2 en los múltiplex del IRTP en la TDT al nivel nacional.
Inicialmente propuesto como señal complementaria de TV Perú, desde enero de 2024 se relanzó la señal de Radio Nacional bajo la modalidad de radio visual.

## Historia
El canal tuvo sus orígenes en 2002 con TNP2. Con un presupuesto de cinco millones de dólares, se propuso emitir en el canal 23 de la UHF. Años después, en 2005, la empresa adquirió los equipos técnicos exclusivos para la nueva señal. Sin embargo, no se concretó.
En 2012, Congreso TV ingresó en la TDT por el subcanal virtual 7.2 de la TDT de Lima (o el subcanal x.2 del múltiplex de TV Perú al nivel nacional).
En 2013, la señal dejó de ser una señal espejo de Congreso TV y pasó a ser retransmitir el contenido de la señal analógica de TV Perú que se emitía por VHF, la cual incluía a El Congreso Informa un espacio de noticias del Congreso de la República.
El 1 de octubre de 2019, TV Perú 7.2 comenzó a retransmitir la señal de TV Perú HD. Tras la disolución del Congreso de la República, el canal dejó de transmitir el bloque El Congreso Informa.
Mientras tanto, en 2018, el IRTP lanzó Nacional TV, la señal de televisión de la cadena pública Radio Nacional, por internet como señal de pruebas.
El 30 de enero de 2020, TV Perú 7.2 comenzó a retransmitir la señal de Nacional TV en la TDT. Su programación consistía en programas de Radio Nacional.
Debido al estado de emergencia decretado por el gobierno por el COVID-19, Nacional TV comenzó a retransmitir la programación de TV Perú a tiempo completo. En noviembre de 2020, el subcanal 7.2 dejó de retransmitir a Nacional TV para ser nuevamente señal espejo de TV Perú HD.
En septiembre de 2023, la señal de TV Perú 7.2 pasa a ser la señal de audio de Radio Nacional.
El 17 de enero de 2024, el IRTP lanza el Hub satelital, pudiéndose ver la señal de audio.
El 30 de enero de 2024, en su aniversario de Radio Nacional, relanzan la señal 7.2 en la TDT, aunque parte de su señal es televisión y el resto audio. La señal transmite lunes a viernes de 5 a.m.a 2 p.m., y el resto de la misma es audio.

## Logotipos

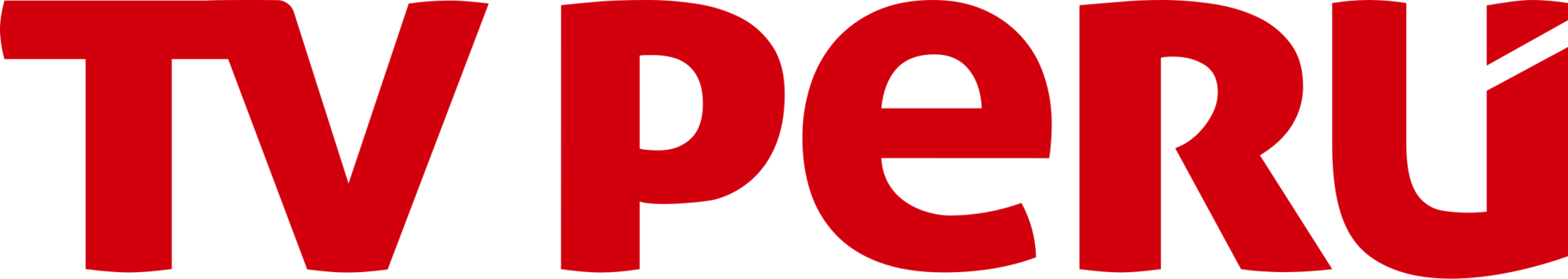
2012-2013
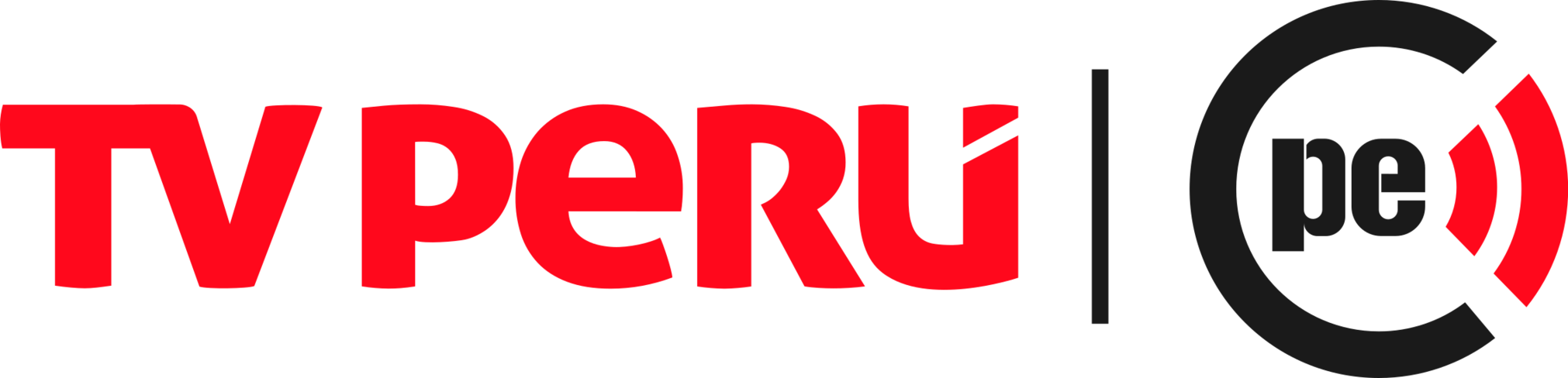
2013-2019
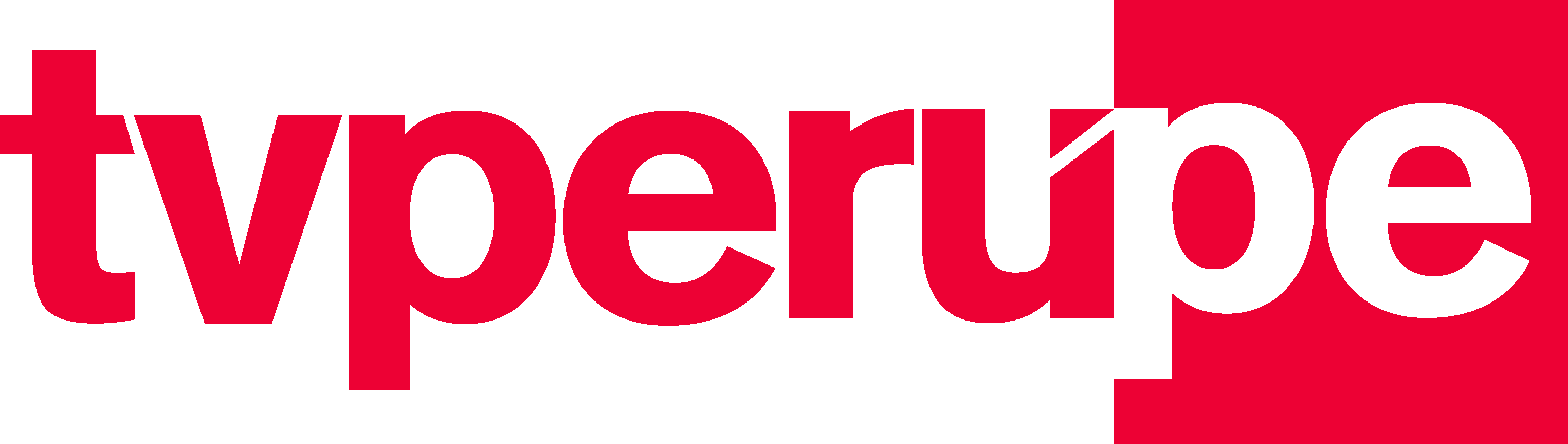
2019-2020
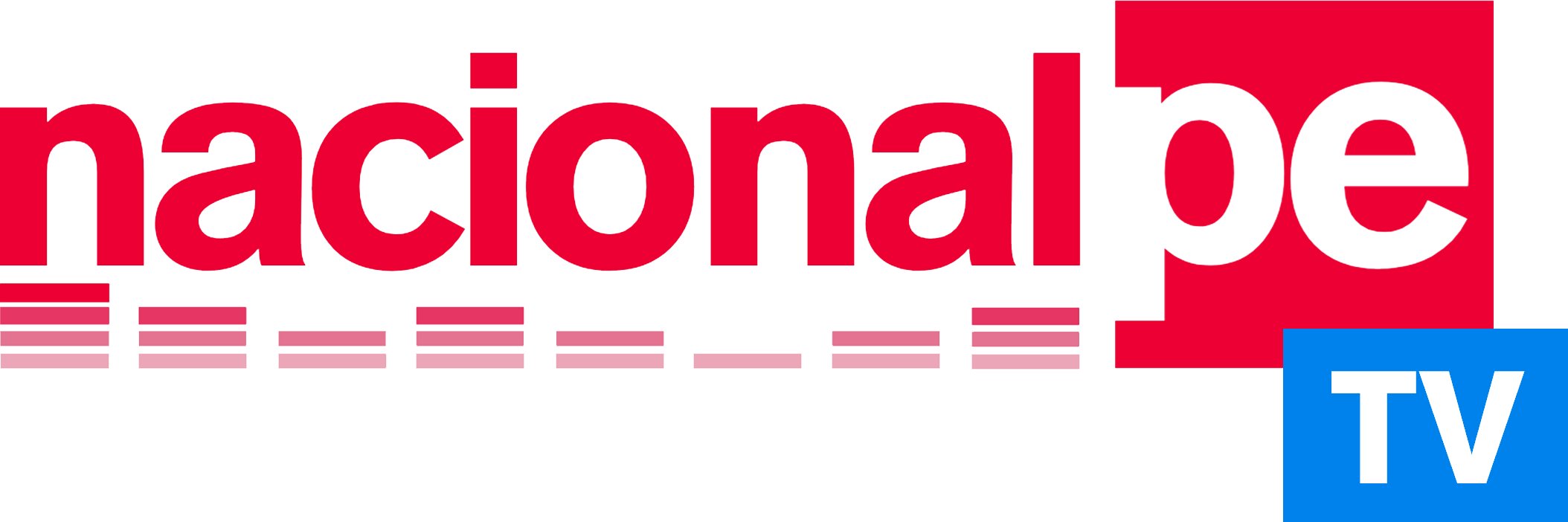
2020-2023
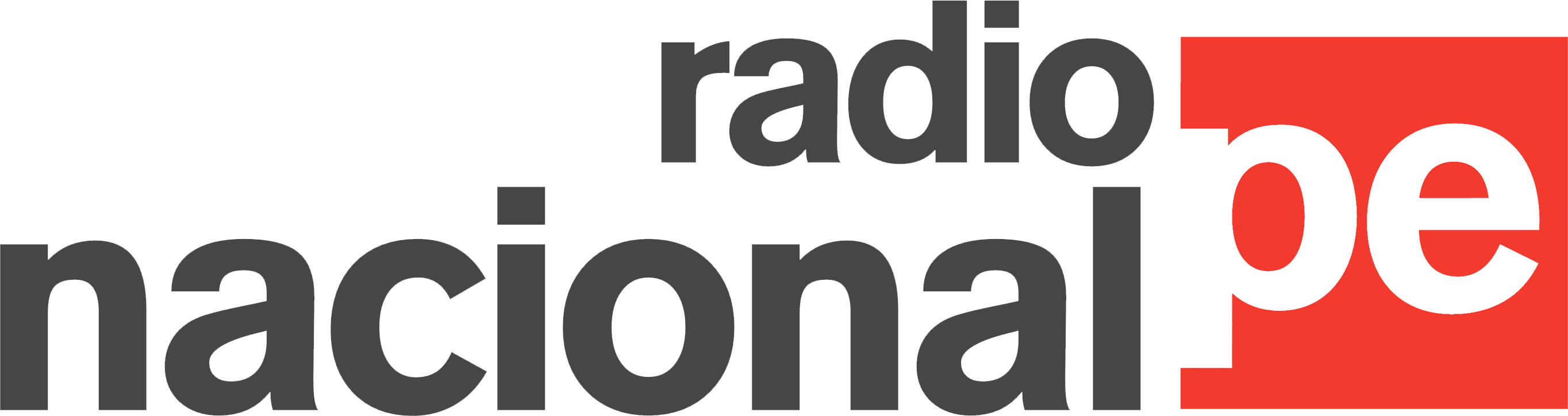
Desde 2023